# Ambassade du Maroc au Nigeria
L'ambassade du Maroc au Nigeria est la représentation diplomatique du royaume du Maroc au Nigeria. Elle est située au n° 39 avenue du Lac Tchad, Maitama, Abuja, la capitale du pays.
Depuis le 13 octobre 2016, son ambassadeur est Moha Ouali Tagma.

## Liste des ambassadeurs
| Ambassadeur          | image | date de début de mission | Présentation des lettres de créance | date de fin de mission | Rois du Maroc | Président du Nigeria                               |
| -------------------- | ----- | ------------------------ | ----------------------------------- | ---------------------- | ------------- | -------------------------------------------------- |
| M'hamed El Kohen     |       |                          |                                     |                        | Hassan II     |                                                    |
| Mohamed Saadani      |       | 17 juillet 1962          |                                     | 1 mars 1965            | Hassan II     | Nnamdi Azikiwe                                     |
| Ahmed Snoussi        |       | 15 avril 1965            |                                     | 6.juillet 1967         | Hassan II     | Nnamdi Azikiwe/Yakubu Gowon                        |
|                      |       |                          |                                     |                        | Hassan II     | Yakubu Gowon                                       |
|                      |       |                          |                                     |                        | Hassan II     |                                                    |
|                      |       |                          |                                     |                        | Hassan II     |                                                    |
| Sidi Mohamed Rahhali |       | 1991                     |                                     | 1996                   | Hassan II     | Ibrahim Babangida/Ernest Shonekan/Sani Abacha      |
| Moulay Abbès Kadiri  |       | 19 décembre 1996         |                                     |                        | Hassan II     | Sani Abacha/Abdulsalami Abubakar                   |
| Larbi Moukhariq      |       | 2000                     |                                     |                        | Mohammed VI   | Olusegun Obasanjo                                  |
| Mustapha Cherkaoui   |       | 7 juin 2005,             | 9 août 2005                         |                        | Mohammed VI   | Olusegun Obasanjo/Umaru Yar'Adua/Goodluck Jonathan |
| Mustapha Bouh        |       | 6 décembre 2011,         |                                     |                        | Mohammed VI   | Goodluck Jonathan/Muhammadu Buhari                 |
| Moha Ouali Tagma     |       | 13 octobre 2016,         |                                     |                        | Mohammed VI   | Muhammadu Buhari                                   |